# Saturday Night Fever (Musical)
Saturday Night Fever ist ein Musical, das auf dem Tanzfilm Saturday Night Fever von 1977 (mit John Travolta in der Hauptrolle) und der Musik der Bee Gees basiert. Es erzählt die Geschichte des 19-jährigen Tony Manero, der aus dem New Yorker Stadtteil Brooklyn entfliehen will und von einem besseren Leben an der Seite eines schönen Mädchens träumt. Als umschwärmter Disco-King lebt er seine Sehnsüchte samstagnachts auf der Tanzfläche aus.

## Überblick
Uraufführung feierte das Musical in London am 5. Mai 1998 im London Palladium, die Broadway-Premiere war am 21. Oktober 1999 im Minskoff Theater in New York.
Noch vor New York fand die Deutschland-Premiere des Musicals statt: Am 11. September 1999 startete die deutsche Erstaufführung im Musical Dome in Köln und spielte bis zum 30. Juni 2002. In diesen knapp drei Jahren sahen über eine Million Besucher die Bühnenfassung in Köln.
Mit den bekannten Bee-Gees-Songs wie Stayin’ Alive, Night Fever und How Deep Is Your Love verwandelten 47 Musicaldarstellerinnen und -darsteller gemeinsam mit dem 18-köpfigen Orchester das Musicaltheater ins New York der 1970er Jahre. Michael Rouse als „Tony Manero“ und Karin Seyfried als „Stephanie Mangano“ übernahmen zunächst die Hauptrollen. Präsentiert wurde die deutsche Inszenierung durch den britischen Original-Produzenten Robert Stigwood gemeinsam mit den deutschen Produzenten Thomas Krauth und Michael Brenner.
Dass die deutschsprachige Erstaufführung noch vor der Broadway-Premiere stattfand, ist innerhalb der Musical-Landschaft eine Besonderheit. In diesem Fall gab es folgenden Grund: Die deutschen Produzenten Thomas Krauth und Michael Brenner waren bereits bei der Uraufführung von Saturday Night Fever in London als Co-Produzenten tätig. Daher gelang es ihnen, den britischen Original-Produzenten Robert Stigwood – der auch den Film Saturday Night Fever produziert hatte, durch den John Travolta zu Weltruhm gelangte – für die deutsche Musical-Version zu gewinnen. Auf diese Weise feierte Saturday Night Fever noch vor New York in Köln Premiere.
Nach der rund dreijährigen Spielzeit in Köln gastierte die Produktion 2004 als prämierte Neuinszenierung für jeweils mehrere Monate in München (Circus Krone) und in Basel (Musicaltheater). (Regie: Alex Balga, Choreographie: Arlene Phillips)
2005 und 2006 ging Saturday Night Fever als Neuinszenierung auf Tournee und spielte in zahlreichen Städten, darunter Düsseldorf, Bremen, Leipzig, Wien und Frankfurt.

## Handlung
1976: Tony Manero, ein junger Italo-Amerikaner, arbeitet in einem Farbenladen in der New Yorker Vorstadt Brooklyn. Um seinem tristen Arbeitsalltag zu entfliehen, verbringt er jeden Samstagabend in der Disco „2001 Odyssey“. Der 19-Jährige träumt davon, Brooklyn zu verlassen und wünscht sich ein besseres Leben an der Seite eines schönen Mädchens. Vorerst jedoch kann er seine Sehnsüchte nur auf der Tanzfläche – als umjubelter Disco-King – ausleben. Seine große Chance sieht Tony in dem Tanzwettbewerb des „2001 Odyssey“. Doch bevor er sich auf dem Siegerpodest feiern lassen kann, muss er noch seine umschwärmte Traumfrau überzeugen, sich mit ihm aufs Parkett zu wagen ...
Erster Akt
Der 19-jährige Tony Manero arbeitet in Brooklyn im Farbengeschäft von Mr. Fusco. Er lebt in den Tag hinein und wartet nur auf die Samstagabende, wenn er in seine Disco 2001 Odyssey geht, um dort zu tanzen und sich mit seinen Freunden zu treffen. Die Kleinbürgerlichkeit seines streng katholischen Elternhauses deprimiert ihn und es kommt ständig zu Streitereien.
Als er sich wieder mal mit seinen Freunden Joey, Double J, Gus und Bobby C in der Disco trifft, willigt er ein, mit Annette am jährlichen, großen Universal Disco Dance-Wettbewerb teilzunehmen. An diesem Abend sieht er auf der Tanzfläche zum ersten Mal Stephanie Mangano und verliebt sich in sie.
Beim Training mit Annette trifft Tony Stephanie wieder, die gerade nach Manhattan gezogen ist und damit in seinen Augen den sozialen Aufstieg geschafft hat. Er möchte nur noch mit ihr am Tanzwettbewerb teilnehmen. Als die Freundin von Bobby C von ihm schwanger wird, fühlt sich Bobby C damit überfordert und sucht Rat bei seinen Freunden. Diese sind jedoch genervt von ihm und hören ihm nicht richtig zu. Bobby C ist verzweifelt und fühlt sich allein gelassen.
Zweiter Akt
Tony will Stephanie bei ihrem Umzug nach Manhattan helfen und bittet deshalb seinen Chef um einen freien Tag. Als dieser das verweigert, kündigt Tony seinen Job. Beim Tanzwettbewerb gewinnen Tony und Stephanie, aber Tony hat das Gefühl, dass ein anderes Paar besser getanzt hat und nur wegen seiner puerto-ricanischen Abstammung nicht gewonnen hat. Daraufhin übergibt er den beiden den Pokal und das Preisgeld, worauf ein Streit mit Stephanie entsteht.
Später in der Nacht turnen er und seine Freunde trotz eines Gewitters noch aufgeputscht auf einer Brücke herum. Bobby C will den anderen beweisen, dass er kein Feigling ist und klettert an einem der Stahlseile immer höher. Dabei stürzt er zu Tode.
Am Morgen danach trifft der traurige und desillusionierte Tony Stephanie wieder und sagt ihr, dass er auch nach Manhattan ziehen will. Beide versprechen sich, von nun an gute Freunde zu bleiben.

## Songtitel als Interpretationshilfe
Die Behauptung Tonys und Stephanies, sie wollten gute Freunde bleiben, wird dadurch in Frage gestellt, dass sie am Schluss den Song How Deep Is Your Love?, eine eindeutige Liebeserklärung, gemeinsam singen. Auch kann man die immer wieder aufgegriffene Phrase: “Life’s going nowhere, somebody help me” aus Stayin’ Alive als Hilferuf Desorientierter (Tonys und Bobby C's) interpretieren.
Diesem Verfahren steht die Behauptung eines Musikkritikers entgegen, die Musiktitel hätten keinen engen inhaltlichen Bezug zur Handlung des Musicals.

## Musiktitel
Erster Akt
- Ouvertüre
- Stayin’ Alive
- Boogie Shoes
- Disco Inferno
- Night Fever
- Disco Duck
- More Than a Woman
- If I Can’t Have You
- It’s My Neighbourhood
- You Should Be Dancing

Zweiter Akt
- Jive Talkin’
- First and Last
- Tragedy
- What Kind of Fool
- Nights on Broadway
- Night Fever (Reprise)
- Open Sesame
- More Than a Woman
- Salsation
- Immortality
- How Deep Is Your Love
- Finale

In späteren Produktionen wurde teilweise die Reihenfolge der Titel verändert oder es wurden neue Titel hinzugefügt. Aber der grundsätzliche Aufbau der Originalproduktion, die in London, New York und Köln zu sehen war, blieb immer gleich.

## Auszeichnungen
- Saturday Night Fever wurde mit mehreren Preisen ausgezeichnet. So gab es im Jahr 2000 für die deutsche Erstaufführung im Kölner Musical Dome vom ZDF den Publikumspreis als „Beliebtestes Musical“[6].
- Auch die Neuinszenierung des Tanzmusicals (ebenfalls präsentiert vom Produzenten-Trio Thomas Krauth, Michael Brenner und Robert Stigwood) wurde mit Auszeichnungen bedacht: 2004 verlieh die Münchener Tageszeitung „tz“ Saturday Night Fever die „tz-Rose“ für „hervorragende Leistungen auf kulturellem Gebiet“[7].
- Die Kulturredaktion der Münchener Abendzeitung würdigte ebenfalls die Bühnenfassung: Sie verlieh dem Regisseur Alex Balga 2004 den „Stern der Woche“[8].
- Im Sommer 2016 wurde  „Saturday Night Fever“ bei den „Freilichtspielen Tecklenburg“ zum ersten Mal Open Air aufgeführt. Regie führte Ulrich Wiggers. Bei den Musicalwahlen  des Online-Magazins „Musical 1“ wurde die Inszenierung als „Beliebteste Open Air Show 2016“ ausgezeichnet.  Alexander Klaws wurde für seine Rolle als Toni Manero von den Lesern zum „Beliebtesten Musicaldarsteller 2016“ gewählt[9].

## Sonstiges
- Bei der Deutschland-Premiere im Kölner Musical Dome grüßten die Bee Gees per Video aus den USA.
- Die riesige Discokugel, unverwechselbarer Bestandteil der Inszenierung, hatte zwei Meter Durchmesser und wurde bei jeder Vorstellung von mehreren Technikern auf die Bühne gewuchtet.

## CDs
- Saturday Night Fever – Original 1998 London Cast Recording
- Saturday Night Fever – Das Bee Gees-Hitmusical, Soundtrack zur Originalaufführung im Musical Dome Köln (1999). Intershow Records, 2002, mr. heartbeat records, Th. Krauth GmbH, HR0007, LabelcodeLC12534